# Bandeira da Tunísia
A bandeira da Tunísia, vermelha e branca, foi adotada como bandeira nacional em 1959, tendo suas origens no estandarte naval do Reino de Túnis adotado em 1831 por Al-Husayn II ibn Mahmud. A estrela e o crescente lembram a bandeira otomana e são, portanto, uma indicação da história da Tunísia como parte do Império Otomano. O atual desenho oficial data de 1999.

## Características

Construção da bandeira

A bandeira da Tunísia é definida no artigo 4 da Constituição de 1 de Junho de 1959 sob estes termos: "A bandeira da República da Tunísia é vermelha, tendo, nas condições definidas por lei, no meio, um disco branco contendo um estrela de 5 pontas cercada por um crescente vermelho".
A bandeira da Tunísia é definida no artigo 4 da Constituição de 1 de Junho de 1959 sob estes termos: "A bandeira da República da Tunísia é vermelha, tendo, nas condições definidas por lei, no meio, um disco branco contendo um estrela de 5 pontas cercada por um crescente vermelho".

O texto é ligeiramente retrabalhado no artigo 4 da Constituição de 10 de fevereiro de 2014 nos seguintes termos:
"A bandeira da República da Tunísia é vermelha, no meio há um disco branco mostrando uma estrela vermelha de cinco pontas cercada por um crescente vermelho como previsto por lei".
No disco está desenhada uma estrela vermelha de cinco pontas cujo centro está situado na mediana horizontal, à direita do centro do disco, e a uma distância igual a um trigésimo do comprimento da bandeira na direção oposta ao lado preso ao mastro.

### Proporção
A proporção da bandeira tunisiana é de 2:3. Por exemplo, se ela tiver 2 metros de largura, deverá ter 3 metros de comprimento.

### Data de adoção
A atual bandeira da Tunísia foi adotada em 3 de julho de 1999.

### Cores
| Construção | Vermelho  | Branco      |
| ---------- | --------- | ----------- |
| Pantone    | 186       | Sans        |
| RGB        | 206-17-38 | 255-255-255 |

## História

### Bandeiras históricas

Bandeiras históricas da região
Estandarte do período fatímida (909-973)
Estandarte do Reino Haféssida (1230-1574)
Estandarte alternativo do período haféssida
Estandarte do Período Otomano (1574-1831)

Até meados do século XVIII, as bandeiras hasteadas em Tunes ou em nos navios da cidade não são claras. No entanto, é possível distinguir certas constantes como a presença de um crescente com orientação variável e a presença de cores vermelho, branco, azul e verde. Posteriormente, e até o início do século XIX, um padrão consistindo de faixas horizontais azuis, vermelhas e verdes identifica mais firmemente a dominação otomana de Tunes. Este tipo de estandarte de bordas irregulares e com várias faixas flutuando no mastro dos navios norte-africanos é, no entanto, comum e aparentemente bandeiras semelhantes foram usadas no continente, mas com cores e arranjos diferentes.
Além disso, de acordo com Ottfried Neubecker, o Bei de Tunes também tinha sua própria bandeira. Esta parece ter sido mais do que uma simples bandeira pessoal, uma vez que era hasteada no Palácio de Bardo, na casbá de Túnis e nos navios da marinha tunisiana, e também aparecia no centro do brasão de armas e que foi usado em várias ocasiões - incluindo a proclamação da Constituição otomana em 21 de março de 1840 - até a abolição da Monarquia dos Bei em 25 de julho de 1957.

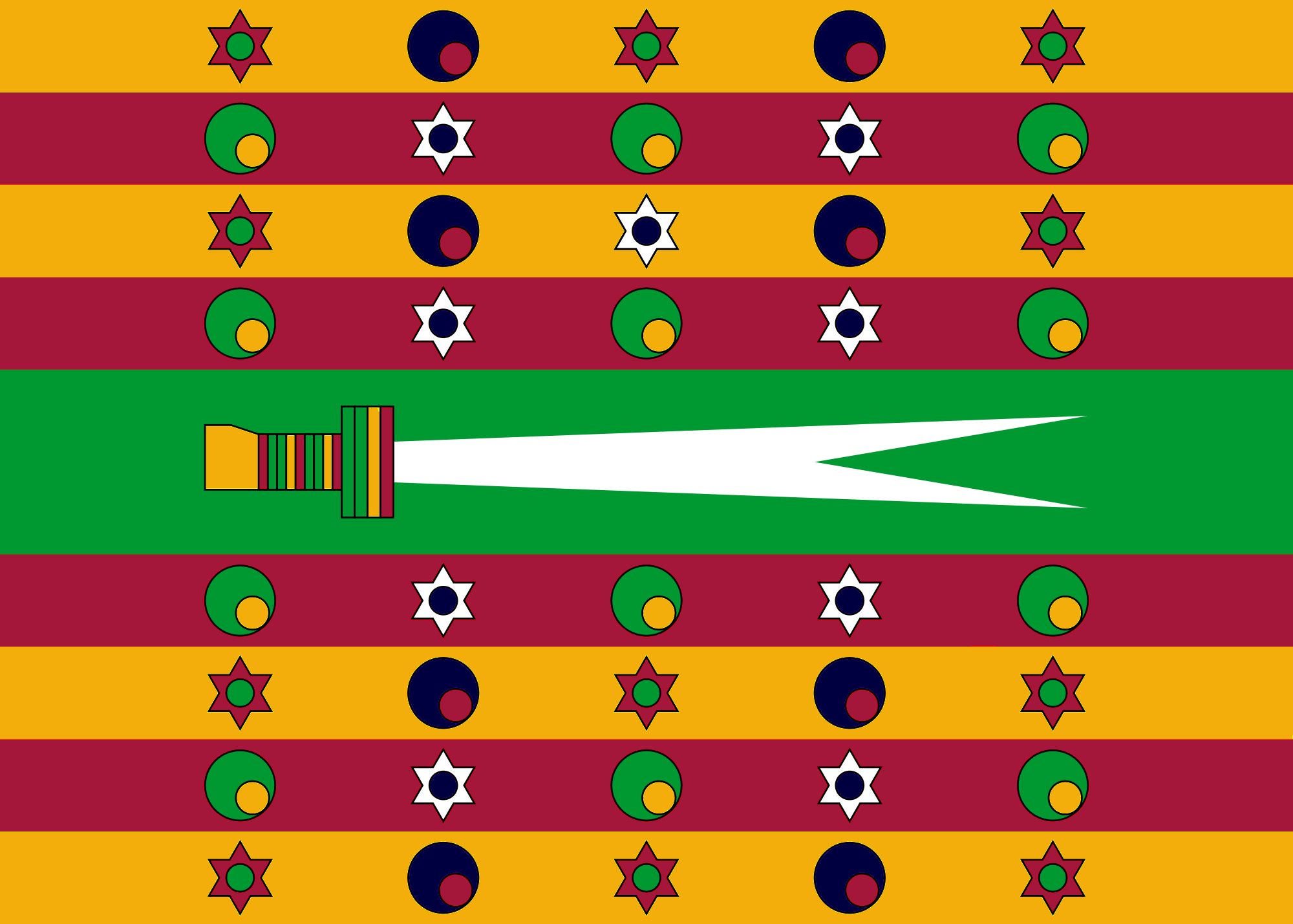
Bandeira do Bei de Tunes em uso no século XIX.

Acredita-se que foi introduzida por Al-Husayn II ibn Mahmud, embora algumas fontes, como Abdel-Wahab, afirmam que a bandeira já estava em uso três séculos antes, a bandeira era retangular e dividida em nove listras, a do meio verde e com o dobro do tamanho das outras faixas, que alternavam entre amarelo e vermelho. Em destaque no centro da faixa verde estava o Zulfiqar, a lendária espada islâmica de Ali, com a lâmina em branco e o punho multicolorido. Cada uma das listras vermelhas e amarelas continha cinco símbolos equidistantes, cuja ordem era alternada entre cada faixa. Esses símbolos eram divididos em duas categorias: uma estrela vermelha de seis lados envolta com um disco de uma cor diferente no centro - uma estrela vermelha e um disco verde ou uma estrela branca e um disco azul - e um disco grande esvaziado em sua parte inferior direita por um pequeno disco de cor diferente, com a combinação sendo um pequeno disco vermelho dentro de um disco azul maior ou um pequeno disco amarelo dentro de um disco vermelho maior. A primeira faixa amarela contém três estrelas vermelhas e dois discos azuis. A segunda faixa, de cor vermelha, contém três discos verdes e duas estrelas brancas. A terceira faixa (segunda amarela) é idêntica à primeira, com a exceção de que a estrela em seu centro é branca, enquanto a quarta faixa (segunda faixa vermelha) é idêntica à segunda faixa.

O estandarte naval da marinha tunisiana da década de 1830 serviu de bandeira nacional da Tunísia de 1959 a 1999, com um crescente ligeiramente mais fino do que no desenho atual.

### Origem da bandeira atual
Vários países muçulmanos na costa sul do Mar Mediterrâneo adotaram uma bandeira predominantemente vermelha, inspirada na bandeira do Império Otomano. No caso da Tunísia, a adoção da bandeira atual foi resultado da destruição da divisão naval do país durante a Batalha de Navarino, em 20 de outubro de 1827, quando o soberano hussenita  Hussein II Bey decide a criação de uma bandeira para ser usada por a frota tunisiana, para distingui-la de outras frotas, e acrescenta um disco branco, além do crescente e da estrela, símbolos já presentes na joalheria, na arte e na arquitetura tunisianas. Existem algumas discrepâncias sobre a data de adoção da bandeira, já que o governo afirma que foi adotada em 1831, enquanto outras fontes como o Ultimate Pocket Flags of the World de Siobhan Ryan afirmam que ela foi adotada em 1835.
Desde então, a Tunísia tem uma bandeira que se assemelha à bandeira turca, por sua vez inspirada na do Império Otomano. No entanto, destaca-se pela inversão das cores do crescente e da estrela em um disco branco e o posicionamento destes dois emblemas: na bandeira da Turquia, eles são afixados lado a lado, à esquerda, enquanto na bandeira da Tunísia, a estrela é cercada pelo crescente em um disco localizado no centro da bandeira.

### Protetorado francês

Bandeira às vezes usada durante o protetorado francês

Durante a era do protetorado francês na Tunísia, as autoridades coloniais não mudaram a bandeira da Tunísia. No entanto, de acordo com um artigo publicado no Boletim da Bandeira no outono de 2000, por um curto período de tempo durante a Protetorado francês, a bandeira da França foi colocada no cantão (superior esquerdo) da bandeira da Tunísia. No entanto, teria sido algo "não oficial" e usado por um curto período de tempo. Na mesma linha, o vexolologista Whitney Smith indica que uma "modificação não oficial da bandeira nacional da Tunísia, usada por alguns anos, acrescentou o tricolor francês em sua bandeira como um cantão". Ele conclui:
A Tunísia, um protetorado francês, manteve sua bandeira nacional em terra e no mar. No entanto, no final do século XIX ou início do século XX uma versão não oficial da bandeira foi usada com o cantão tricolor. Em 1925, uma proposta formal foi feita para adotar essa bandeira como oficial, mas nenhuma ação foi tomada. Essa bandeira, apresentada na capa desta edição [do Boletim da Bandeira], não parece ter sido ilustrada em nenhuma fonte vexilológica.

Bandeira para a "República Árabe Islâmica" como descrito em um livro por Tahar Belkhodja.

A confusão surgiu quando uma edição do jornal francês Le Petit Journal, publicada em 24 de julho de 1904, por ocasião da visita do bei de Tunes à França, reproduziu uma ilustração mostrando a bandeira usada durante a visita ao Hôtel de Ville, em Paris. Ivan Sache, do Flags of the World, afirmou que o projeto da bandeira, que não havia sido visto antes, pode ter sido impreciso, sugerindo que o jornalista pode não ter participado do caso ou ter reproduzido um desenho da bandeira errada.

### União com a Líbia
O projeto de união entre a Tunísia e a Líbia em 1973-1974 quase levou à unificação dos dois países. Após uma conversa entre Habib Bourguiba e Muammar Gaddafi, o ministro das Relações Exteriores da Tunísia, Mohamed Masmoudi, lê a seguinte declaração conjunta:
Os dois países formarão uma república única, a República Árabe Islâmica, com uma única Constituição, uma única bandeira, um único presidente, um único exército e os mesmos órgãos executivos, legislativos e judiciais. Um referendo será realizado em 18 de janeiro de 1974.
Mas, diante de oposições que surgiram tanto dentro do regime tunisiano quanto no exterior, Bourguiba é forçado a recuar e abandonar o projeto, alegando que o referendo era inconstitucional. A bandeira em si teria as cores da bandeira da Líbia entre 1972 e 1977, mas o falcão presente no centro dessa mesma bandeira teria sido substituído pela estrela e pelo crescente vermelho da Tunísia, como descreve o tratado de união:
Bandeira: Estrela e crescente da Tunísia no meio do branco, entre vermelho e preto.

## Simbolismo

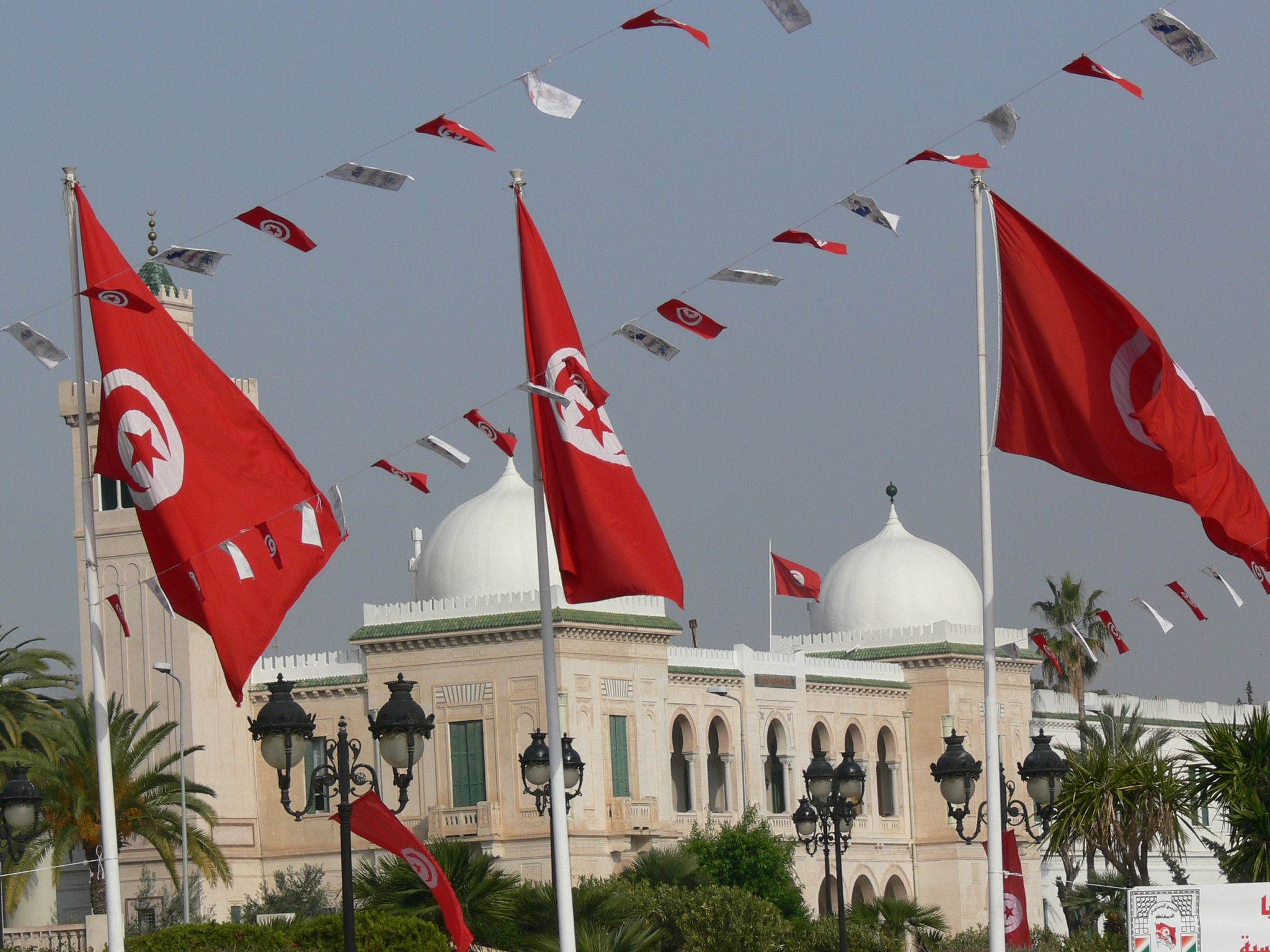
Edifícios governamentais em Tunes

Para a embaixada da Tunísia na França, a cor vermelha representa o sangue dos mártires mortos durante a conquista francesa da Tunísia em 1881. No entanto, outros dizem que representa o sangue dos mártires durante a invasão turca de 1574 para libertar a Tunísia dos invasores espanhóis e do que sobrou da dinastia Haféssida. Outra interpretação é que "o vermelho da bandeira dos bei espalha luz por todo o mundo muçulmano".  O branco simboliza a paz, o disco simboliza o brilho da nação como o sol, enquanto o crescente e a estrela de cinco pontas representam a unidade de todos os muçulmanos e os Cinco Pilares do Islã, respectivamente.
De acordo com Ludvík Mucha, autor da Enciclopédia Concisa de Bandeiras e Brasões de Armas de Webster, o disco branco localizado no centro da bandeira representa o sol. O crescente vermelho e a estrela de cinco pontas, dois símbolos antigos do Islã, foram usados na bandeira otomana e, desde então, apareceram em muitas bandeiras de países islâmicos. O crescente, do ponto de vista de um observador árabe, deveria trazer boa sorte. A cor vermelha é um símbolo de resistência contra a supremacia turca.
Whitney Smith afirma que o crescente foi primeiro brasonado em padrões e edifícios no estado púnico de Cartago, localizado na atual Tunísia. Desde que apareceram na bandeira otomana, eles foram amplamente adotados pelos países muçulmanos e tornaram-se conhecidos como símbolos do Islã, quando na verdade, podem ser símbolos culturais. Da mesma forma, o sol é frequentemente representado com o crescente em antigos artefatos púnicos e é associado com a antiga religião púnica, especialmente com o Sinal de Tanit.

## Procolo
A bandeira da Tunísia é visível em todos os edifícios públicos e militares. A bandeira também é içada sobre os assentos de embaixadores da Tunísia em reuniões regionais e internacionais, bem como em edifícios que abrigam representantes tunisianos em todo o mundo. É hasteada durante comemorações e homenagens nacionais de maneira estritamente cerimonial. Nos dias listados abaixo, a bandeira da Tunísia é hasteada em edifícios públicos, algo obrigatório por lei:
| Data          | Nome                 | Nota                                                                                                |
| ------------- | -------------------- | --------------------------------------------------------------------------------------------------- |
| 18 de janeiro | Dia da Revolução     | Início das tensões entre as autoridades francesas e os nacionalistas liderados por Bourguiba (1952) |
| 20 de março   | Dia da Independência | Declaração de Independência (1956); também conhecido como Dia da Memória                            |
| 21 de março   | Dia da Juventude     | |
| 09 de abril   | Dia do Mártir        | Supressão de manifestações nacionalistas pelas tropas francesas (1938)                              |
| 01 de junho   | Dia da Vitória       | Adoção da Constituição da Tunísia (1959)                                                            |
| 25 de julho   | Dia da República     | Proclamação da república (1957)                                                                     |
| 15 de outubro | Dia da Evacuação     | Evacuação da última base militar francesa na Tunísia (1963)                                         |

O artigo 129 do Código Penal da Tunísia pune o insulto "publicamente, por palavras, escritos, gestos ou qualquer outra forma" da bandeira da Tunísia e também bandeiras estrangeiras com um ano de prisão.

## Outros usos

Cocarda no equipamento militar da Tunísia.

As cores da bandeira estão incluídas em outros símbolos da Tunísia como o brasão de armas que, no seu cume, inclui um disco de borda vermelha no qual é inserido o crescente e a estrela da bandeira. Além disso, o equipamento do exército tunisiano pode ser reconhecido pela presença da cocarda no seu lado. 
Alguns partidos políticos utilizam as cores da bandeira ou da própria bandeira, incluindo o Reagrupamento Constitucional Democrático (RCD), o partido no poder sob o presidente Zine el-Abidine Ben Ali e dissolvido após a Revolução de Jasmim, dentro da Primavera Árabe, cujo logotipo mostrava pessoas hasteando a bandeira.
Além disso, muitos selos postais da Tunísia levam os motivos da bandeira, que irradiam "com o brilho" deles.

## Controvérsias
Em 11 de setembro de 2024, a Companhia Ferroviária Nacional da Tunísia hasteou erroneamente a bandeira turca em vez da bandeira tunisiana. A imagem foi compartilhada on-line, o que levou a empresa a tomar conhecimento e remover a bandeira. Apesar da empresa alegar que a bandeira do país asiático vazou durante a renovação da bandeira, quatro pessoas foram presas.